# Real Life (альбом)
Real Life (с англ. — «Настоящая жизнь») — дебютный студийный альбом британской пост-панк-группы Magazine, выпущенный в апреле 1978 года на лейбле Virgin Records. Альбом занял 29-е место в британском чарте UK Album Chart.

## Список композиций
| №  | Название                          | Автор(ы)                    | Длительность |
| -- | --------------------------------- | --------------------------- | ------------ |
| 1. | «Definitive Gaze»                 | Говард Девото, Джон Макгиох | 4:25         |
| 2. | «My Tulpa»                        | Девото, Макгиох             | 4:47         |
| 3. | «Shot by Both Sides»              | Девото, Пит Шелли           | 4:01         |
| 4. | «Recoil»                          | Девото, Макгиох             | 2:50         |
| 5. | «Burst»                           | Девото                      | 5:00         |
| 6. | «Motorcade»                       | Девото, Боб Дикинсон        | 5:41         |
| 7. | «The Great Beautician in the Sky» | Девото, Макгиох             | 4:56         |
| 8. | «The Light Pours Out of Me»       | Девото, Макгиох, Шелли      | 4:36         |
| 9. | «Parade»                          | Барри Адамсон, Дэйв Формула | 5:08         |

| №   | Название                                       | Автор(ы)                                | Длительность |
| --- | ---------------------------------------------- | --------------------------------------- | ------------ |
| 10. | «Shot by Both Sides (Original Single Version)» |                                         | 4:01         |
| 11. | «My Mind Ain't So Open»                        |                                         | 2:18         |
| 12. | «Touch and Go»                                 |                                         | 2:58         |
| 13. | «Goldfinger»                                   | Джон Барри, Лесли Брикасс, Энтони Ньюли | 3:50         |

## Участники записи
Magazine
- Говард Девото — вокал
- Джон Макгиох — гитара, саксофон
- Барри Адамсон — бас-гитара
- Дэйв Формула — клавишные
- Мартин Джексон — барабаны

Производственный персонал
- Джон Леки — продюсер, звукорежиссёр
- Мик Глоссоп и группа Magzine — продюсер («Shot by Both Sides» (Original Single Version) and «My Mind Ain’t So Open»)
- Хейден Бендалл — помощник звукорежиссёра
- Эдриан Бут — фотограф
- Linder — монопринт, дизайн

## Позиции в хит-парадах
Альбом
| Хит-парад (1978) | Позиция в чарте |
| ---------------- | --------------- |
| UK Album Chart   | 29              |

Синглы
| Год  | Сингл                | Хит-парад        | Позиция |
| ---- | -------------------- | ---------------- | ------- |
| 1978 | «Shot by Both Sides» | UK Singles Chart | 41      |